# Црква Свете Параскеве у Поповцу
Црква Свете Параскеве у Поповцу, насељеном месту на територији општине Лебане, православни је храм који припада Епархији нишкој Српске православне цркве.
Црква посвећена Светој Параскеви, подигнута је на темељима старијег храма 2007. године.
Храм је освећен 26. октобра 2016. године за време администратора Епархије нишке Епископа рашко-призренског Теодосија и парохијског свештеника јереја Филипа Стевановића.